# Cristina Tocco
María Cristina Tocco (Buenos Aires, 31 de enero de 1958) es una actriz argentina nacionalizada chilena de teatro y televisión.

## Biografía
Es la hija menor de una familia de inmigrantes italianos que llegó a Buenos Aires. Empezó bailando en un espectáculo del Teatro Maipo y realizó estudios de canto y teatro con los actores Lito Cruz y Carlos Moreno.
En su país participó en películas como, Los hijos de López, Abierto día y noche y Mingo y Aníbal, dos pelotazos en contra, pero destacó en espectáculos de revista que la llevaron a convertirse en una reconocida vedette.
Llegó a Chile en 1986, invitada por la Teletón. Luego le propusieron quedarse para un music hall en el Hotel O'Higgins de Viña del Mar y la contrataron por un año en Sábados Gigantes.
En la década de los noventa estuvo en teleseries de Canal 13 como Marrón glacé y Top secret. Gracias a una invitación del destacado actor Tomás Vidiella debutó como actriz del Teatro El Conventillo donde hizo obras muy aplaudidas.
En 2002 destacó en la obra No seré feliz, pero tengo marido, dirigida por Liliana Ross, que tuvo más de 300 funciones. El mismo montaje fue reestrenado en 2016 en el Teatro Nescafé de las Artes.
Ha conducido programas de televisión como Entre brujas de TVN, N-Migas de Chilevisión y más recientemente Cariño malo de TV+.
En 2021 fue parte de la segunda temporada de MasterChef Celebrity Chile.

## Filmografía

### Telenovelas
| Telenovelas | Telenovelas   | Telenovelas     | Telenovelas |
| Año         | Título        | Personaje       | Canal       |
| ----------- | ------------- | --------------- | ----------- |
| 1990        | Acércate más  | Valentina Gallo | Canal 13    |
| 1993        | Marrón glacé  | Lola            | Canal 13    |
| 1994        | Top secret    | Gianinna Cema   | Canal 13    |
| 2004        | Don Floro     | Lulú            | Mega        |
| 2011        | Aquí mando yo | Sussy Córdova   | TVN         |

### Series y unitarios
| Series de televisión | Series de televisión  | Series de televisión | Series de televisión   | Series de televisión |
| Año                  | Título                | Personaje            | Canal                  |                      |
| -------------------- | --------------------- | -------------------- | ---------------------- | -------------------- |
| 1998                 | Los Cárcamo           | 1 capítulo           | Canal 13               |                      |
| 1998                 | Casos y cosas de casa | Victoria             | Chilevisión/Venevisión |                      |
| 2011                 | Infieles              | Varios capítulos     | Chilevisión            |                      |
| 2017                 | Papá mono             | 1 capítulo           | Canal 13               |                      |

### Cine
| Series de televisión | Series de televisión                    | Series de televisión | Series de televisión    | Series de televisión |
| Año                  | Título                                  | Personaje            | Director                |                      |
| -------------------- | --------------------------------------- | -------------------- | ----------------------- | -------------------- |
| 1981                 | Abierto día y noche                     |                      | Fernando Ayala          |                      |
| 1984                 | Mingo y Aníbal, dos pelotazos en contra |                      | Enrique Cahen Salaberry |                      |
| 2011                 | ¿Alguien ha visto a Lupita?             | Dra. Scholnik        | Gonzalo Justiniano      |                      |